# Сарненська районна рада
Са́рненська райо́нна ра́да — орган місцевого самоврядування Сарненського району Рівненської області. Розміщується в місті Сарни, адміністративному центрі району.

## VIII скликання

### Склад ради
Загальний склад ради: 42 депутати.
Виборчий бар'єр на чергових місцевих виборах 25 жовтня 2020 року подолали місцеві організації восьми політичних партій: 8 депутатських місць отримала «Слуга народу», по 7 — «Сила і честь» та «За майбутнє», 6 — «Європейська Солідарність», 5 — Всеукраїнське об'єднання «Батьківщина», по 3 депутати завели до ради Радикальна партія Олега Ляшка, Всеукраїнське об'єднання «Свобода» та «Опозиційна платформа — За життя».
При районній раді утворено шість постійних депутатських комісій:
- з економічних питань, підприємництва, залучення інвестицій та комунальної власності;
- з питань аграрної політики, земельних ресурсів, екології, природокористування та розвитку села;
- з питань бюджету, фінансів, податків та соціального захисту населення;
- з питань освіти, культури і духовності, молодіжної політики, фізичної культури, спорту та туризму:
- з питань охорони здоров’я, материнства і дитинства та ліквідації наслідків Чорнобильської катастрофи;
- з правових питань, місцевого самоврядування, депутатської діяльності та етики, регламенту районної ради.

### Керівництво
3 грудня 2020 року головою ради обрали представника «Європейської Солідарности» Ярослава Яковчука, колишнього голову Сарненської РДА.

## Колишні голови ради
- Серпенінов Руслан Петрович (2015—2020)[3]